# Enrique Belenguer Estela
Enrique Belenguer Estela (Valencia, 7 de julio de 1913 - Valencia, 2 de septiembre de 1993) fue un director de orquesta, compositor y docente español.

## Biografía
El maestro Enrique Belenguer Estela nació en Valencia en 1913. Era sobrino carnal y ahijado del maestro Enrique Estela Lluch (casado con la tiple de zarzuela y de ópera, Emilia Colás Iglesias).
Cursó sus estudios musicales en el Conservatorio de Valencia: piano, con José Bellver; composición, con Jacinto Ruiz Manzanares; armonía, con Pedro Sosa; e historia de la música y estética, con Eduardo López-Chávarri. Se especializó como director de orquesta teatral de ópera y de zarzuela.
Como director de orquesta, fue una destacada figura española en la dirección de ópera y zarzuela. Debutó con "El ruiseñor de la huerta" de Leopoldo Magenti.
Colaboró con los grandes teatros líricos españoles, como el Teatro de la Zarzuela de Madrid y el Liceo de Barcelona. De esta manera, dirigió la Nueva Compañía del Teatro de la Zarzuela de Madrid durante 1958 y 1959. En 1966, dirigió, para el Gran Teatro del Liceo, "Marina". Hay que destacar su labor como pianista acompañante de relevantes cantantes en recitales a piano de ópera y zarzuela. Fundó el Coro de la Orquesta Sinfónica de Valencia.
Numerosos cantantes actuaron bajo su dirección orquestal: entre ellos, se encuentran Alfredo Kraus, Pedro Lavirgen, Cora Raga, Emilio Vendrell, Ana María Olaria, Manuel Ausensi, Pablo Vidal, María Espinalt, María Greus, Lolita Torrentó, Amedeo Zambon, Antón Navarro, Joaquín Deus, Jorge Algorta, Julio Catania, Marco Stecchi, Renato Cesari, Marcos Redondo, Selica Pérez Carpio, Mara Zampieri, Salvatore Romano, Franco Bordoni, etc.
Fue profesor de repertorio de canto en el Conservatorio Superior de Música Joaquín Rodrigo. Entre sus discípulos más señalados se encuentran Enedina Lloris, María Ángeles Peters, Gloria Fabuel, Isabel Rey y Ana Luisa Chova.
Además fue profesor particular de Francisco Ortiz, primer tenor de la Compañía José Tamayo.

## Grabaciones discográficas
Dirigió dos de las obras más conocidas de Alfredo Kraus: "Alfredo Kraus canta para usted..." y "Alfredo Kraus en El vagabundo y la estrella".
| Año  | Obra                                        | Autor                     | Orquesta                                     | Dirección                | Notas | Ref.              |
| ---- | ------------------------------------------- | ------------------------- | -------------------------------------------- | ------------------------ | --- | ----------------- |
| 1960 | Alfredo Kraus en El vagabundo y la estrella | Alfredo Kraus             | Orquesta Sinfónica de Madrid. Coros líricos. | Enrique Belenguer Estela | Banda sonora original de la película (BSO). De esta grabación discográfica, sólo dirigió la Cara A del primigenio disco de vinilo (las 6 arias de ópera). | [ 1 ] [ 4 ]       |
| 1959 | Alfredo Kraus canta para usted...           | Alfredo Kraus             | Gran Orquesta Sinfónica                      | Enrique Belenguer Estela | Canciones. | [ 1 ] [ 4 ]       |
| 1959 | La Tempestad                                | Zarzuela de Ruperto Chapí | Gran Orquesta Sinfónica. Coros líricos.      | Enrique Belenguer Estela | Intérpretes: Lina Huarte, Dolores Pérez, Alfredo Kraus, Francisco Kraus, Santiago Ramalle y Ramón Alonso.                                                 | [ 1 ] [ 4 ] [ 5 ] |

## Compositor
Entre sus obras destacan las dos misas para tres voces: “Misa de San Enrique" y “Missa del poble" (en valenciano); también la "Salve Regina" en valenciano, a cuatro voces, coro popular y órgano. Para sus canciones usó textos de autores como Bécquer, Sansores y Estellés.
- "Misa de San Enrique", dedicada a San Enrique Emperador, en latín. A 3 voces viriles (tenores 1°, tenores 2° y bajos) y órgano.
- "Missa del poble", dedicada a la Mare de Déu del Puig, en valenciano. A 3 voces viriles (tenores 1°, tenores 2° y bajos) y órgano.
- "Salve Regina", en valenciano. A 4 voces (tiples primeras y segundas, tenores y bajos), coro popular y órgano.
- "Cançó de bressol", en valenciano. Texto del poema homónimo de Vicent Andrés Estellés. Canción coral a 4 voces solas (tiples, altos, tenores y bajos).
- "Nostalgia". Canción para tenor y piano. Texto del poema homónimo de la poetisa mexicana Rosario Sansores.
- "Saeta que voladora". Canción para tenor y piano. Texto del poema homónimo de Gustavo Adolfo Bécquer (Rima II).
- "No sé lo que he soñado". Canción para tenor y piano. Texto del poema homónimo de Gustavo Adolfo Bécquer (Rima LXVIII).